# Texas-Korallenotter
Die Texas-Korallenotter (Micrurus tener) ist eine Giftnatter (Elapidae) und zählt zur Gattung der Korallenottern (Micrurus). Die Art wurde erstmals im Jahre 1853 von den Herpetologen Charles F. Girard und Spencer F. Baird beschrieben.

## Merkmale
Micrurus tener erreicht für gewöhnlich eine Länge von 61 bis 91 cm. Der Sammler Don Mascarelli dokumentierte ein Exemplar von 118,1 cm im Colorado County. Die Art besitzt einen schwarz gefärbten, stumpfen Kopf, der sich kaum vom Hals absetzt und hinter den Augen einen gelben Ring aufweist. Die Augen sind schwarz und besitzen eine runde Pupille. Das Zügelschild (Scutum loreale) fehlt. Der Körper ist äußerst schlank gebaut. Über den Körper ziehen sich schmale schwefelgelb gefärbte sowie breite rote und schwarze Ringe, wobei die roten Ringe zerstreut schwarz gefleckt sind. Ein schwarzes Halsband reicht bis an die hinteren Spitzen der Scheitelschilder (Scutum parietale). Mit diesem Halsband beginnend vollzieht sich das Muster in der Reihenfolge schwarz-gelb-rot-gelb, dann wieder beginnend bei schwarz. Die Zeichnung setzt sich auf der Bauchseite fort. Über den Rücken ziehen sich 15 Schuppenreihen (Scutum dorsale). Die Schuppen unterhalb des Schwanzes (Scutum subcaudale) sind in einer Doppelreihe angeordnet und das Analschild (Scutum anale) ist geteilt.

## Schlangengift
Als Giftnatter verfügt die Texas-Korallenotter im vorderen Oberkiefer über feststehende Giftzähne (proteroglyphe Zahnstellung). Sie produziert ein hochwirksames Schlangengift; die mittlere letale Dosis, gemessen an Labormäusen, beträgt 0,8 mg je kg Körpergewicht. Das Toxin besitzt vor allem neurotoxische Eigenschaften, alpha-Neurotoxine unterbinden dabei an der motorischen Endplatte die Übertragung von Signalen an die Muskelfasern, in dem sie kompetitiv an die postsynaptischen Acetylcholinrezeptoren binden. Es enthält jedoch auch Proteine, die sich auf die Hämostase (Blutgerinnung) auswirken. Dabei ist sowohl prokoagulative thrombinartige und Plasmin-hemmende, als auch antikoagulative fibrinolytische und Faktor Xa-hemmende Aktivität nachweisbar. Es ist denkbar, dass zukünftig medizinisch nutzbare Wirkstoffe aus dem Gift von Micrurus tener gewonnen werden könnten. Das Toxin enthält außerdem Phospholipase A₂.
Infolge eines Bissunfalls treten Lähmungen auf, der Tod kann durch Atemlähmung oder Herzversagen eintreten. Seit 1967 stehen Antivenine (Gegengifte) zur Verfügung, tödliche Bissunfälle mit Micrurus tener wurden seither in den USA nicht mehr verzeichnet. Zuvor betrug die Letalität 10 %. Ein wichtiges polyvalentes Antivenin ist Coralmyn®. Es ist ein polyklonales Antivenin, besteht aus einem (Fab)2-Fragment und wird durch Immunisieren von Pferden unter Verwendung des Toxins von Micrurus nigrocinctus nigrocinctus gewonnen. Es hat sich gegenüber dem Toxin von Micrurus tener als gut wirksam erwiesen.

## Lebensweise
Die Art führt eine versteckte Lebensweise und verbirgt sich zumeist im Boden vergraben oder hält sich unter Baumstümpfen und Ähnlichem auf. Sie pflanzt sich durch Oviparie fort, ist also eierlegend. Die Jungschlangen messen beim Schlupf zwischen 16,5 und 23,9 cm. Die Eier werden vermutlich in lockerer Erde vergraben. Die Texas-Korallenotter ernährt sich hauptsächlich von kleineren, grabenden Schlangen.

## Verbreitung

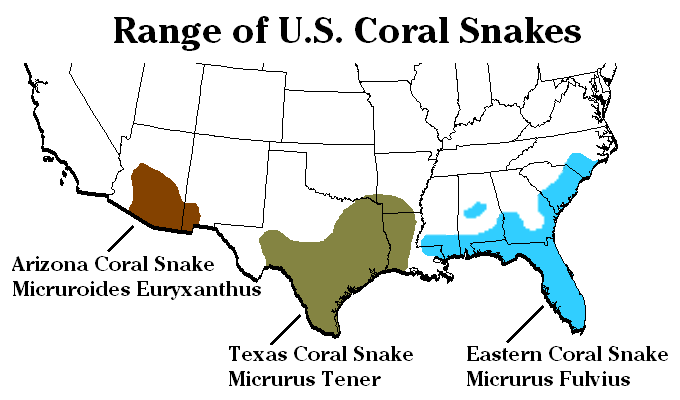
Verbreitungsgebiet der Texas-Korallenotter (olivfarben), der Arizona-Korallenotter (braun) und der Östlichen Korallenotter (blau)

Das Verbreitungsgebiet erstreckt sich im Süden der USA vom westlichen Louisiana und südwestlichen Arkansas westwärts bis ins zentrale (und z. T. westliche) Texas und südwärts bis in die mexikanischen Bundesstaaten Coahuila, Nuevo León, Tamaulipas, Veracruz, Hidalgo, Guanajuato und San Luis Potosi. Es werden keine bestimmten Höhenstufen bewohnt, in den USA dringt die Art in bis ca. 500 m Höhe, in Mexiko bis in über 2000 m Höhe vor. Die Texas-Korallenotter ist nicht bedroht und ihre Population wird als stabil eingestuft.

### Lebensraum
Micrurus tener ist nicht an einen bestimmten Lebensraum gebunden, sucht innerhalb ihres Verbreitungsgebietes jedoch Biotope mit fruchtbarem Erdboden auf. Es werden beispielsweise die Misch- und Kiefernwälder von Osttexas sowie die Prärie und Laubwälder von Nord- und Zentraltexas ebenso wie die Reste subtropischer Waldbestände bei Brownsville bewohnt. In den Counties Pecos und Terrell ist die Spezies in mehr oder weniger ariden Gebieten anzutreffen, wo sie zumeist isolierte Baumbestände in feuchten Schluchten aufsucht. Gelegentlich sind Texas-Korallenottern in und um große Städte anzutreffen, wo sie innerhalb menschlicher Siedlungsbereiche unbebaute Flächen aufsuchen. Allerdings nimmt die Besiedlungsdichte der Schlange innerhalb der Ballungsräume ab.

## Systematik
Die Texas-Korallenotter wurde bis Anfang der 2000er Jahre als Unterart unter der Bezeichnung Micrurus fulvius tener der Harlekin-Korallenotter zugeordnet. Infolge von Untersuchungen durch Crother et al. (2000), Collins & Taggart (2002) und Campbell & Lamar (2004) erhielt sie jedoch Artstatus.

## Unterarten
The Reptile Database verzeichnet 4 Unterarten:
- Micrurus tener fitzingeri (Jan, 1858)
- Micrurus tener maculatus Roze, 1967
- Micrurus tener microgalbineus Brown & Smith, 1942
- Micrurus tener tener (Baird & Girard, 1853)